# T19 (metrolijn)
De T19 is een van de drie groene lijnen van de Metro van Stockholm. De lijn is 28,6 km lang, telt 35 stations en het duurt 55 minuten om van het beginpunt naar het eindpunt te reizen. De lijn wordt geëxploiteerd door Storstockholms Lokaltrafik. De lijn is ontstaan door het verbinden van verschillende premetrotrajecten met een tunnel onder de binnenstad. 
De Örbybanan is in 1930 geopend als sneltram (lijn 19) vanaf Slussen naar de zuidelijke voorstad Örby en reed ten zuiden van Gullmarsplan op een vrije baan die later is omgebouwd tot metro. In 1931 begon de aanleg van de Södertunneln onder de naam Tunnelbane (Zweeds voor metro) op Södermalm met het doel om de Örbybanan ondergronds naar Slussen te verlengen. Na de opening van deze tunnel in 1933 volgde bijna een jaar later het deel over de Tranebergsbrug, aan de westkant van het centrum, met twee stations aan weerszijden van de brug. Na het metrobesluit van 1941 werd in het verlengde hiervan de Ängbybanan als premetro naar het westen gebouwd, deze werd op 1 oktober 1944 geopend. In 1946 werd de Skanstullbrug geopend als metrobrug tussen de Södertunneln en de Örbybanan. Na 1946 volgde de ombouw tot metro die aan de zuidkant op 9 september 1951 werd voltooid. In 1952 waren de trajecten aan de westkant eveneens omgebouwd en was tevens de tunnel onder de noordelijke binnenstad gereed. Het traject aan de westkant was ook met drie stations tot Vällingby verlengd. In 1954 volgde de eerste verlenging aan de zuidkant en in 1956 aan de westkant, elk met twee stations. In 1957 was het sluitstuk van de lijn onder de zuidelijke binnenstad gereed en sindsdien is er sprake van een doorgaand berijdbare lijn. Daarna zijn nog drie stations aan de lijn toegevoegd. Volgens de plannen zullen de delen Hagsätragren en Örbybanan vanaf 2025 onderdeel worden van lijn T10.    
De lijn bestaat uit de volgende metrostations:
| naam                       | opening          | bouwdeel         | metro sinds      | gemeente  | stadsdeel            |
| -------------------------- | ---------------- | ---------------- | ---------------- | --------- | -------------------- |
| Hässelby strand            | 18 november 1958 | Vällingbygroep   | 18 november 1958 | Stockholm | Hässelby-Vällingby   |
| Hässelby gård              | 1 november 1956  | Vällingbygroep   | 1 november 1956  | Stockholm | Hässelby-Vällingby   |
| Johannelund                | 1 november 1956  | Vällingbygroep   | 1 november 1956  | Stockholm | Hässelby-Vällingby   |
| Vällingby                  | 26 oktober 1952  | Vällingbygroep   | 26 oktober 1952  | Stockholm | Hässelby-Vällingby   |
| Råcksta                    | 26 oktober 1952  | Vällingbygroep   | 26 oktober 1952  | Stockholm | Hässelby-Vällingby   |
| Blackeberg                 | 26 oktober 1952  | Vällingbygroep   | 26 oktober 1952  | Stockholm | Bromma               |
| Islandstorget              | 1 oktober 1944   | Ängbybanan       | 26 oktober 1952  | Stockholm | Bromma               |
| Ängbyplan                  | 1 oktober 1944   | Ängbybanan       | 26 oktober 1952  | Stockholm | Bromma               |
| Åkeshov                    | 1 oktober 1944   | Ängbybanan       | 26 oktober 1952  | Stockholm | Bromma               |
| Brommaplan                 | 1 oktober 1944   | Ängbybanan       | 26 oktober 1952  | Stockholm | Bromma               |
| Abrahamsberg               | 1 oktober 1944   | Ängbybanan       | 26 oktober 1952  | Stockholm | Bromma               |
| Stora Mossen               | 1 oktober 1944   | Ängbybanan       | 26 oktober 1952  | Stockholm | Bromma               |
| Alvik                      | 31 augustus 1934 | Tranebergsbrug   | 26 oktober 1952  | Stockholm | Bromma               |
| Kristineberg               | 31 augustus 1934 | Tranebergsbrug   | 26 oktober 1952  | Stockholm | Kungsholmen          |
| Thorildsplan               | 26 oktober 1952  | Binnenstad noord | 26 oktober 1952  | Stockholm | Kungsholmen          |
| Fridhemsplan               | 26 oktober 1952  | Binnenstad noord | 26 oktober 1952  | Stockholm | Kungsholmen          |
| S:t Eriksplan              | 26 oktober 1952  | Binnenstad noord | 26 oktober 1952  | Stockholm | Norrmalm             |
| Odenplan                   | 26 oktober 1952  | Binnenstad noord | 26 oktober 1952  | Stockholm | Norrmalm             |
| Rådmansgatan               | 26 oktober 1952  | Binnenstad noord | 26 oktober 1952  | Stockholm | Norrmalm             |
| Hötorget                   | 26 oktober 1952  | Binnenstad noord | 26 oktober 1952  | Stockholm | Östermalm            |
| T-Centralen (hoofdstation) | 24 november 1957 | Binnenstad zuid  | 24 november 1957 | Stockholm | Norrmalm             |
| Gamla stan                 | 24 november 1957 | Binnenstad zuid  | 24 november 1957 | Stockholm | Södermalm            |
| Slussen                    | 1 oktober 1933   | Södertunneln     | 1 oktober 1950   | Stockholm | Södermalm            |
| Medborgarplatsen           | 1 oktober 1933   | Södertunneln     | 1 oktober 1950   | Stockholm | Södermalm            |
| Skanstull                  | 1 oktober 1933   | Södertunneln     | 1 oktober 1950   | Stockholm | Södermalm            |
| Gullmarsplan               | 3 september 1946 | Skanstullbrug    | 1 oktober 1950   | Stockholm | Södermalm            |
| Globen                     | 10 januari 1930  | Örbybanan        | 9 september 1951 | Stockholm | Enskede-Årsta-Vantör |
| Enskede gård               | 10 januari 1930  | Örbybanan        | 9 september 1951 | Stockholm | Enskede-Årsta-Vantör |
| Sockenplan                 | 10 januari 1930  | Örbybanan        | 9 september 1951 | Stockholm | Enskede-Årsta-Vantör |
| Svedmyra                   | 10 januari 1930  | Örbybanan        | 9 september 1951 | Stockholm | Farsta               |
| Stureby                    | 10 januari 1930  | Örbybanan        | 9 september 1951 | Stockholm | Enskede-Årsta-Vantör |
| Bandhagen                  | 22 november 1954 | Hagsätragren     | 22 november 1954 | Stockholm | Enskede-Årsta-Vantör |
| Högdalen                   | 22 november 1954 | Hagsätragren     | 22 november 1954 | Stockholm | Enskede-Årsta-Vantör |
| Rågsved                    | 14 november 1959 | Hagsätragren     | 14 november 1959 | Stockholm | Enskede-Årsta-Vantör |
| Hagsätra                   | 1 december 1960  | Hagsätragren     | 1 december 1960  | Stockholm | Enskede-Årsta-Vantör |

T10 · 
T11 · 
T13 · 
T14 ·
T15 · 
T17 · 
T18 · 
T19